# Freddy Jesús Fuenmayor Suárez
Freddy Jesús Fuenmayor Suárez (ur. 6 listopada 1949 w Maracaibo) – wenezuelski duchowny rzymskokatolicki, od 2004 biskup Los Teques.

## Życiorys
Święcenia kapłańskie otrzymał 3 kwietnia 1976 i został inkardynowany do diecezji Los Teques. Odpowiadał za duszpasterstwo młodzieży, był także wicerektorem i rektorem seminarium w Caracas.
12 marca 1994 został prekonizowany biskupem  Cabimas, zaś sakrę biskupią przyjął 23 kwietnia 1994 z rąk biskupa Los Teques, Pío Bello Ricardo.
30 grudnia 2004 otrzymał nominację na ordynariusza rodzinnej diecezji.